# دارين نولز
دارين نولز (بالإنجليزية: Darren Knowles)‏ (8 أكتوبر 1970 بشفيلد في المملكة المتحدة - ) هو لاعب كرة قدم بريطاني في مركز الدفاع. لعب مع ستوكبورت كونتي وشيفيلد يونايتد ونادي هارتلبول يونايتد ونادي سكاربورو ونادي غاينسبورو ترينيتي وStocksbridge Park Steels F.C. ‏ ونورثويتش فيكتوريا وإيكستون تاون ‏.

## وصلات خارجية
- دارين نولز على موقع قاعدة بيانات كرة القدم.إي يو (الإنجليزية)
- دارين نولز على موقع Soccerbase.com (لاعب) (الإنجليزية)